# Музей дизайну ADI
Музей дизайну ADI (італ. Associazione per il disegno industriale, укр. Асоціація промислового дизайну) — музей присвячений ретроспективі переможців премії Compasso d’Oro з 1954 до тепер. Розташований у Мілані та визнаний Міністерством культури Італії надбанням національної культури. Окрім постійної, у музеї також працюють тимчасові виставки дотичні до італійського та міжнародного дизайну.

## Про музей
Урочисте відкриття відбулося 26 травня 2021 року. Проєкт музею реалізувала архітекторська фірма Studio Migliore + Servetto Architects під керівництвом Італо Лупі. У колекції музею представлено більш ніж 2300 експонатів, серед яких 350 лауреатів основної премії за найкращий дизайн і переможці у різних інших підкатегоріях. 
На основі музею створено дослідницьку лабораторію Junior Design Lab для дітей, молоді та дорослих. Лабораторія має власні події, а також співпрацює з італійськими школами та проводить тематичні майстеркласи з історії розвитку дизайну. Додатково музей організовує активності в рамках HR та CSR активностей приватних компаній. 
На території музею працює книжковий магазин та кав’ярня.